# Rafael Espinoza
Pour les articles homonymes, voir Espinoza.
Rafael Espinoza Zepeda est un boxeur mexicain né le 21 avril 1994 à Guadalajara.

## Carrière
Passé professionnel en 2013, il devient champion du monde des poids plumes WBO le 9 décembre 2023 après sa victoire aux points contre Robeisy Ramírez. Espinoza conserve son titre le 21 juin 2024 en battant par arrêt de l'arbitre au 4e round Sergio Chirino Sanchez puis Ramirez lors du combat revanche le 7 décembre 2024 par arrêt de l'arbitre au 6e round et Rafael Espinoza le 4 mai 2025 au 7e round.

## Référence
1. ↑  Rafael Espinoza Trades Knockdowns With Robeisy Ramirez, Takes Majority Decision To Win WBO Title (boxingscene.com)